# Adam euroazjatycki
Adam euroazjatycki, Adam, który wyszedł z Afryki – określenie mężczyzny, który stał się wspólnym przodkiem w linii męskiej (patrylinearnym) wszystkich mężczyzn z polimorfizmem pojedynczego nukleotydu powstałym na skutek mutacji "M168" chromosomu Y. Epitet „euroazjatycki” jest określeniem niedokładnym, jako że potomkowie Adama euroazjatyckiego obejmują większość mieszkańców Afryki. Innymi słowami, chodzi o ostatniego wspólnego przodka w linii męskiej wszystkich mężczyzn haplogrupy CT, największej haplogrupy świata obejmującej większość Afrykanów i wszystkich innych, definiuje się go jako wspólnego przodka posiadającego M168.
Zgodnie ze współczesnymi badaniami, prawdopodobnie żył w Afryce, a jego potomkowie i jego linia męska to jedyni prehistoryczni ludzie, którzy przetrwali poza Afryką do czasów obecnych. Dominują oni również w męskiej populacji Afryki.
Termin powstał w nawiązaniu do pomysłu znanego znacznie lepiej Y-chromosomalnego Adama, wskazując na ważny status drugiego większego punktu w ludzkiej historii patrylinearnej. Termin wskazuje na ważny status jako „ojca-założyciela” wielkiej linii męskiej, jednakże nie odpowiada on Adamowi z Biblii. Adam euroazjatycki jest też dalekim potomkiem Y-chromosomalnego Adama, patrylinearnego ostatniego wspólnego przodka wszystkich żyjących obecnie mężczyzn. Adam ten nie jest również pierwszym mężczyzną, u którego pojawiła się mutacja M168. M168 to po prostu pierwsza odkryta cecha pozwalająca zróżnicować tę linię męską od haplogrup A i B.